# Pierre Theunis
Pour les articles homonymes, voir Theunis.
Ne doit pas être confondu avec Pierre Theunis (humoriste).
Pierre Theunis est un sculpteur et médailliste belge né à Anvers le 1er mai 1883 et décédé à Schaerbeek le 24 avril 1950.

## Biographie
Petrus Josephus Theunis, né le 1er mai 1883 à Anvers, dit Pierre Theunis, est le fils de Renierus Theunis, officier originaire de Bruxelles, et d'Esther Boekbinder, originaire d'Amsterdam. 
Il fait des études d'ornemaniste qui lui permettent de séjourner notamment à Londres. Il étudie à l'Académie royale des Beaux-Arts de Bruxelles où il est l'élève de Julien Dillens et de Charles Van Der Stappen. Il achève sa formation comme apprenti dans l'atelier de Thomas Vinçotte. Il l'aide à terminer la statue équestre de Léopold II à la place du Trône à Bruxelles.
Dès 1903, il expose au Salon triennal de Bruxelles une statue de Jeune athlète au repos qui reçoit le prix Godecharle. En 1906, il est classé second au concours du Prix de Rome pour la sculpture avec la composition Icare et Dédale. 
Il réalise un nombre important de sculptures, médailles et monuments à la demande de commanditaires à Bruxelles. Ses œuvres sont imprégnées d'idéalisme dans la tradition du style classique gréco-romain. 
Il a également exercé le métier de professeur à l'École industrielle de Schaerbeek.
En 1946, il est élu membre correspondant de l'Académie Royale des sciences, des lettres et des beaux-arts de Belgique. Il était aussi membre de la commission des beaux-arts du Conseil de la Province de Brabant.

## Sélection d'œuvres
- 1903 : Jeune athlète au repos, statue ;
- 1906 : Icare et dédale ;
- 1912 : Musicienne ambulante ;
- 1919 : Émile Bockstael, buste, hôtel communal de Laeken ;
- 1924 : Paul Levèque, buste en bronze ;
- 1926 : Mémorial aux Anciens cadets morts pour la Patrie, plaque en bronze à Namur ;
- 1931 : Monument aux Fusillés du Tir national, pierre bleue, cimetière d'Evere ;
- 1937 : Eugène Resteau, buste ;
- 1946 : Monument à Jules Ruhl, Parc d'Anderlecht ;
- 1946 : Monument aux Morts de la guerre 1940-1945, Bourse de Bruxelles ;
- 1949 : Walthère Dewé, plaque commémorative en bronze, rue de la Brasserie à Ixelles ;
- s.d. : Le Député Pépin , buste ;
- s.d. : La Jeunesse ;
- Mémorial 40-45 à la Bourse de Bruxelless.d. : Alfred Bastien, buste ;

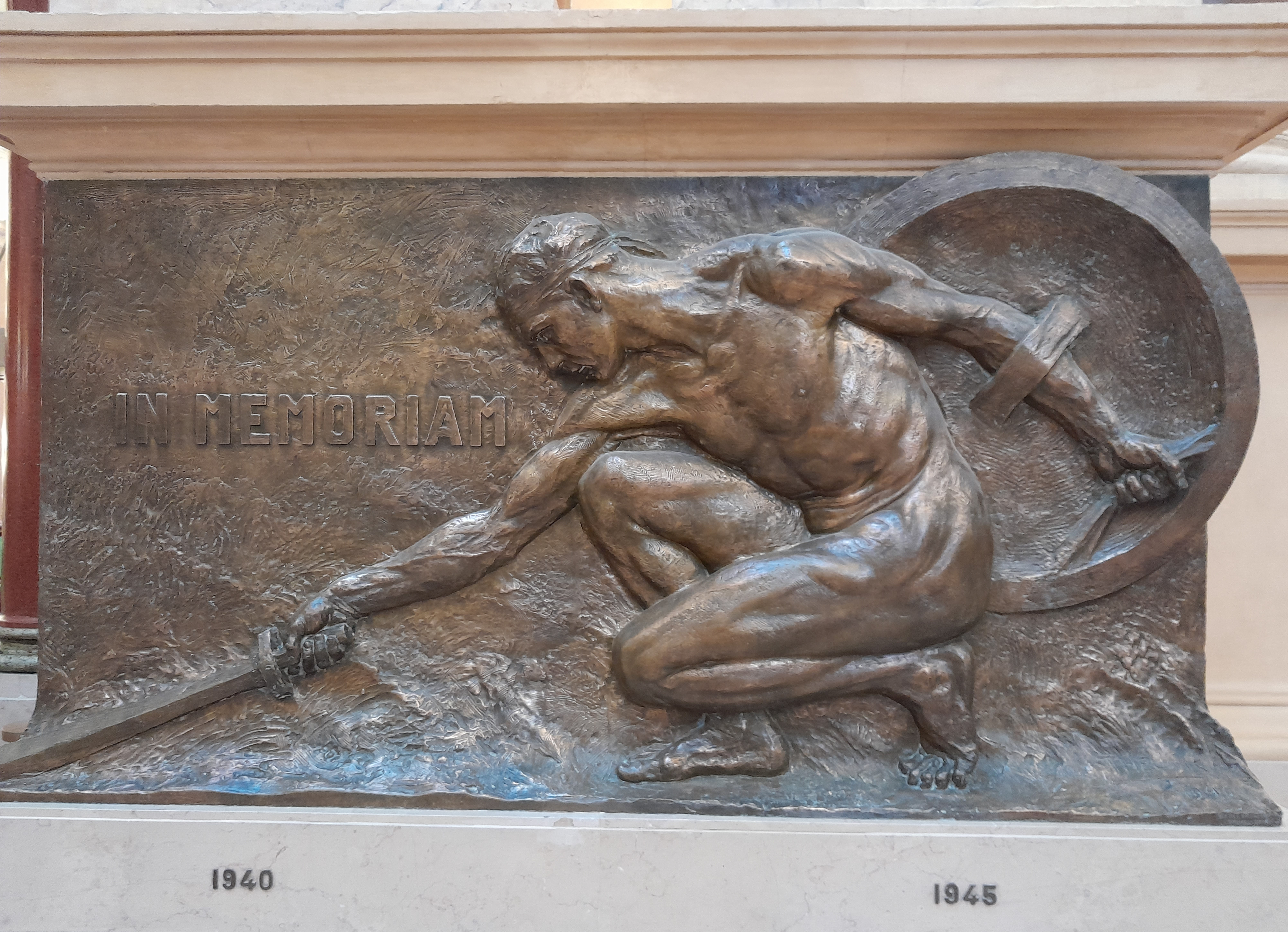
Mémorial 40-45 à la Bourse de Bruxelles

- s.d. : L'Imploration, Musée des Beaux-Arts de Gand ;
- s.d. : Candeur.

## Distinctions et hommages
Il a reçu les distinctions belges suivantes :
- Officier de l'ordre de Léopold (Belgique) ;
- Officier de l'ordre de la Couronne (Belgique) ;
- Médaille de la guerre 14-18 (Belgique) ;
- Médaille de la Victoire (Belgique).

La commune de Schaerbeek a donné son nom à une rue.